# Fujisawa
Pour les articles homonymes, voir Fujisawa (homonymie).
Fujisawa (藤沢市, Fujisawa-shi) est une ville de la préfecture de Kanagawa, au Japon.

## Géographie

### Situation
Fujisawa est située dans la partie centrale de la préfecture de Kanagawa, sur la côte de Shōnan, au bord de la baie de Sagami.

### Municipalités limitrophes
| Ebina     | Yamato         | Yokohama |
| Samukawa  | Fujisawa       | Yokohama |
| Chigasaki | baie de Sagami | Kamakura |

### Démographie
En août 2024, la population de la ville de Fujisawa était de 444 108 habitants, répartis sur une superficie de 69,56 km2, ce qui en fait la 4e plus grande ville de la préfecture. 

### Climat
Fujisawa a un climat subtropical humide caractérisé par des étés chauds et des hivers frais avec peu ou pas des chutes de neige. La température moyenne annuelle est de 15,3 °C. La pluviométrie annuelle moyenne est de 1 872 mm, octobre étant le mois le plus humide.

## Histoire
Fujisawa est mentionnée dans un document de la fin du XIVe siècle. La ville s'est développée autour du temple Yugyo-ji, qui a été construit en 1325. Fujisawa était une étape du Tokaido pendant l'époque d'Edo.
Le 1er avril 1889, les bourgs modernes de Fujisawa-Ōsaka et Fujisawa-Ōtomi sont créés. Ils fusionnent en 1907 et forment le bourg de Fujisawa en 1908 après avoir absorbé les villages voisins de Kugenuma et Meiji. Fujisawa a reçu son statut de ville le 1er octobre 1940.

## Tourisme
- Fujisawa est connue pour sa plage de Kugenuma sur l'océan Pacifique, capitale du surf et de volley-ball de plage.
- L'île d'Enoshima, reliée à Fujisawa par un pont, est une destination touristique appréciée. Cette île a été le site olympique de nautisme à la voile lors des Jeux olympiques d'été de 1964 de Tokyo.

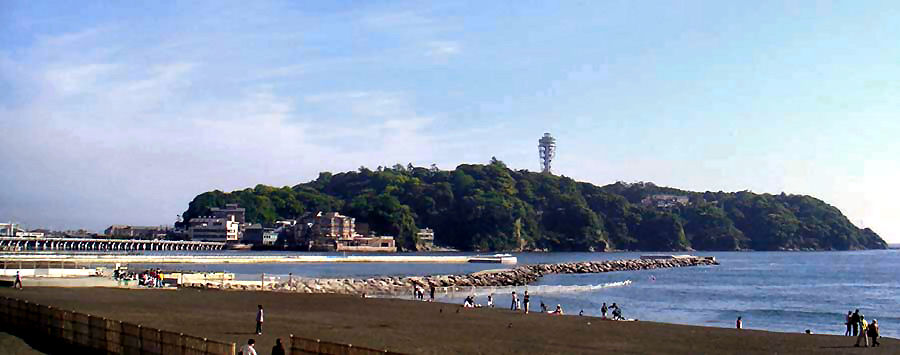
Île d'Enoshima.

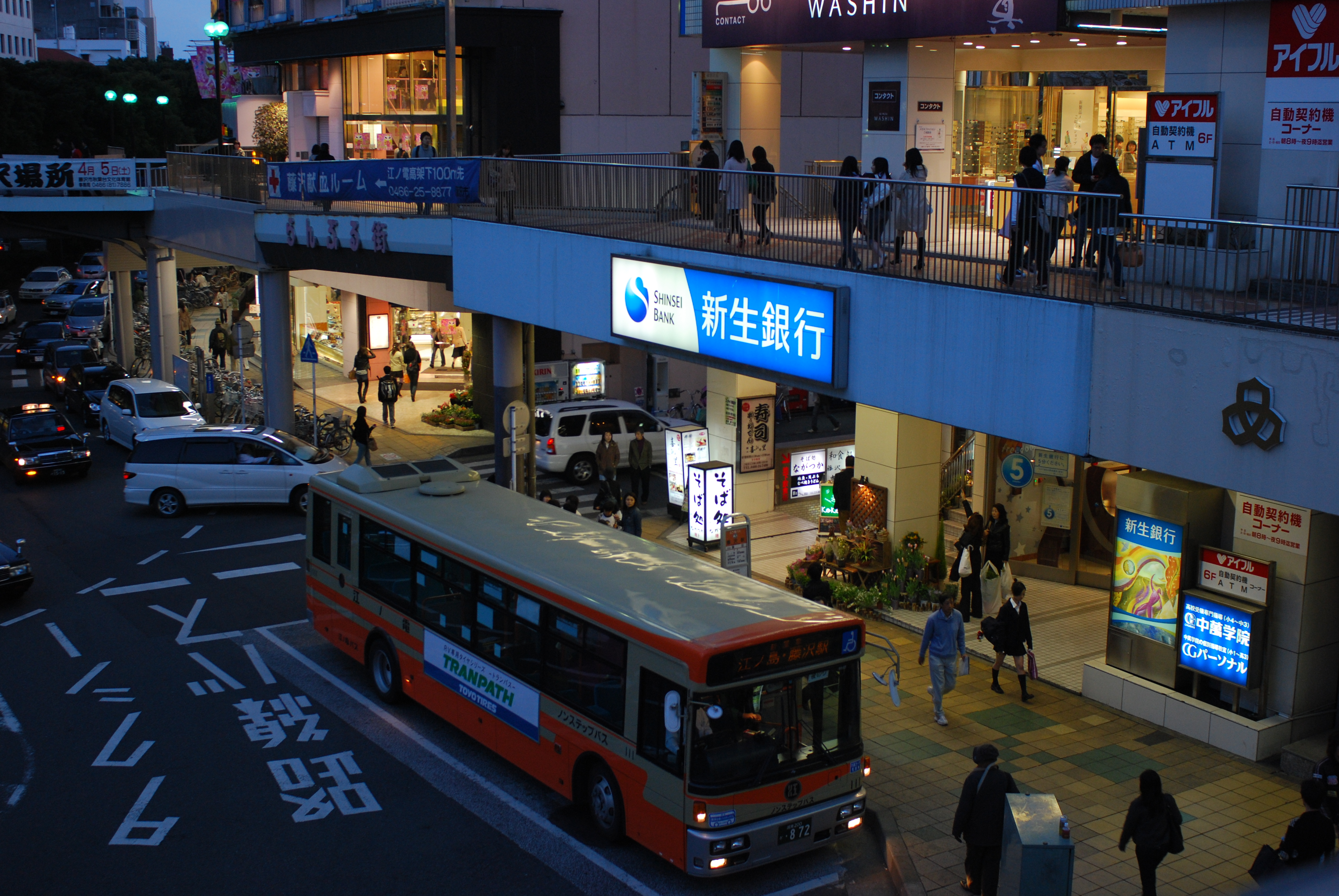
Près de la gare de Fujisawa.

## Politique
- Les symboles de la ville sont le pin noir du Japon, la glycine et le martin-pêcheur d'Europe.
- Fujisawa développe une politique assez environnementale, en effet Fujisawa possède de belles plages qu'elle doit protéger. La ville possède en outre 262 parcs qui occupent tous ensemble une superficie de 168,36 ha.

## Jumelages et partenariats
- Miami Beach (États-Unis) depuis 1959
- Matsumoto (Japon) depuis 1961
- Kunming (Chine) depuis 1981
- Windsor (Canada) depuis 1987
- Boryeong (Corée du Sud) depuis 2002

## Transports

### Transport routier
- Route nationale 134 (vers Yokosuka ou Ōiso)
- Route nationale 1 (vers Tokyo ou Ōsaka)

### Transport ferroviaire
- Ligne principale Tōkaidō : gares de Fujisawa et Tsujidō (vers Tokyo ou Atami)
- Ligne Odakyū Enoshima : gare de Katase-Enoshima (vers Shinjuku)
- Chemin de fer électrique d’Enoshima : 6 gares de Fujisawa à Enoshima (vers Kamakura)
- Monorail Shōnan : stations Shōnan-Enoshima et Mejiro-Yamashita (vers Ōfuna)

## Autre
- Fujisawa est également connue comme étant la ville où emménage Tsubasa Ohzora (Olivier Atton en version française), personnage principal du manga Captain Tsubasa (Olive et Tom) de Yōichi Takahashi.
- Fujisawa est également connue comme étant la ville ou se déroule Young GTO, avec Eikichi Onizuka.
- La ville de Fujisawa (et Kamakura) sert également de cadre dans l'anime Seishun buta yarō wa bunny girl-senpai no yume wo minai (青春ブタ野郎はバニーガール先輩の夢を見ない?).
- Fujisawa et la ville voisine de Kamakura sert de cadre pour l'anime Just Because! (ジャストビコーズ?).